# Kosai
Kosai (japanska: 湖西市 ?, Kosai-shi) är en stad i västra delen av Shizuoka prefektur i Japan. Staden fick stadsrättigheter 1972.